# Georg Dahlqvists park
Georg Dahlqvists park är en park i Hägersten i Stockholms kommun. Den är belägen mellan Sankt Mickelsgatan, Fredriksonsvägen, Fastingsgatan och August Södermans väg. Den är kuperad och mestadels trädbevuxen. Högsta punkten ligger på omkring 50 meter över havet med utsikt norrut mot Hägersten och västerut mot Mälarhöjden.
Ytan uppgår till 1,4 hektar. Parken uppkallades 1931 efter skådespelaren Georg Dahlqvist.

## Fotogalleri

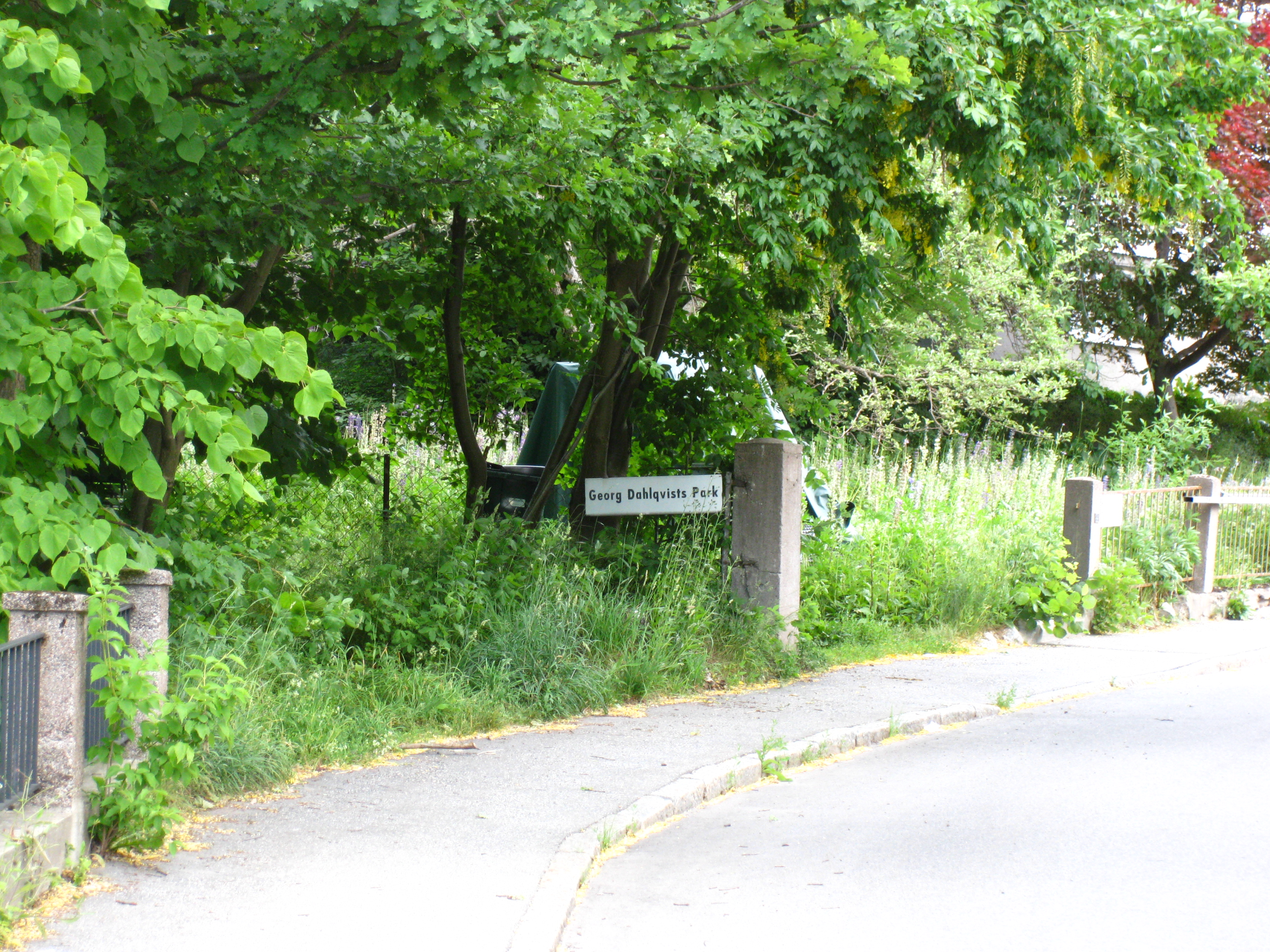
Ingången från Fastingsgatan.
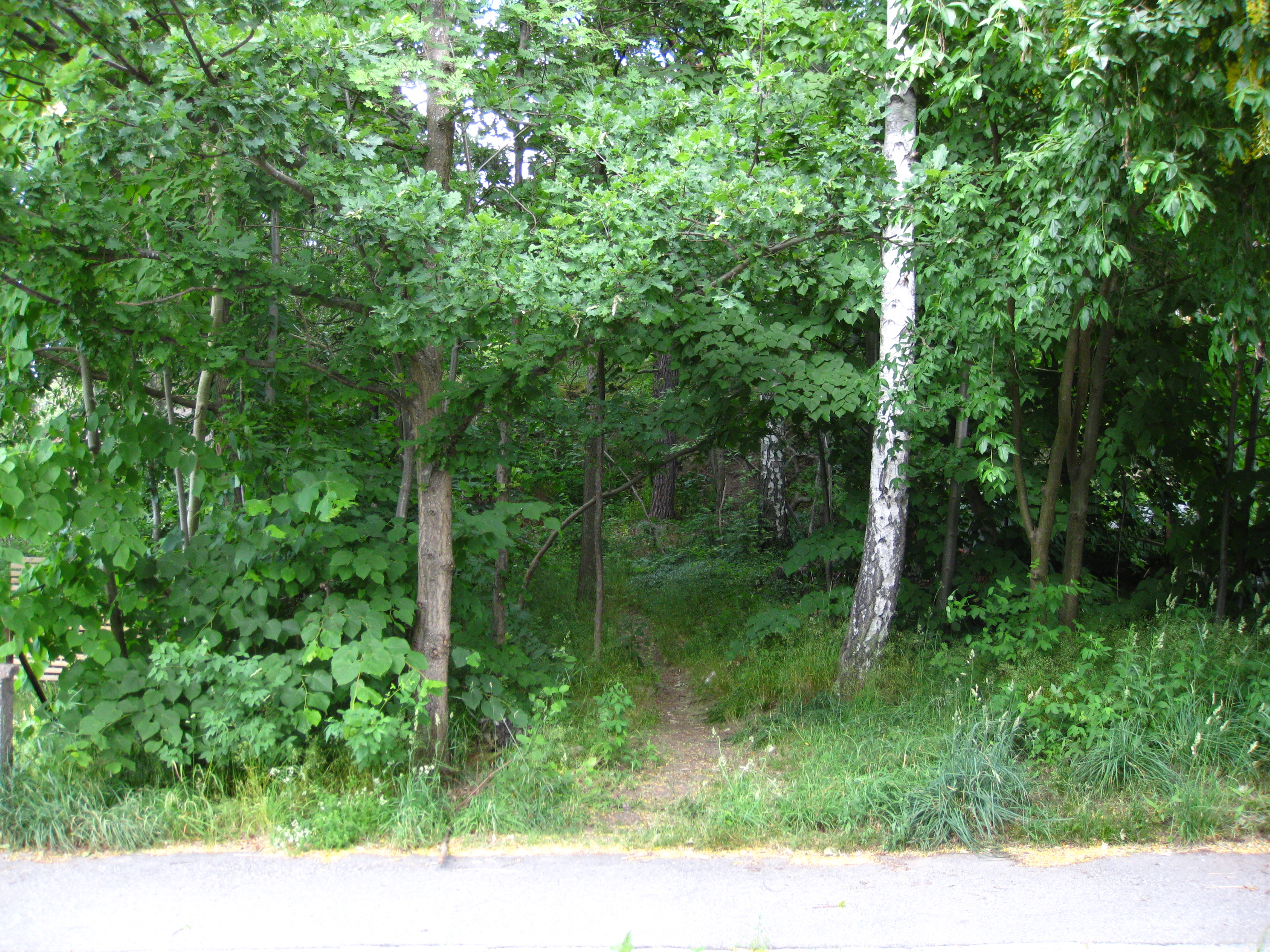
Stigen som leder in i parken är diskret och lätt att missa.
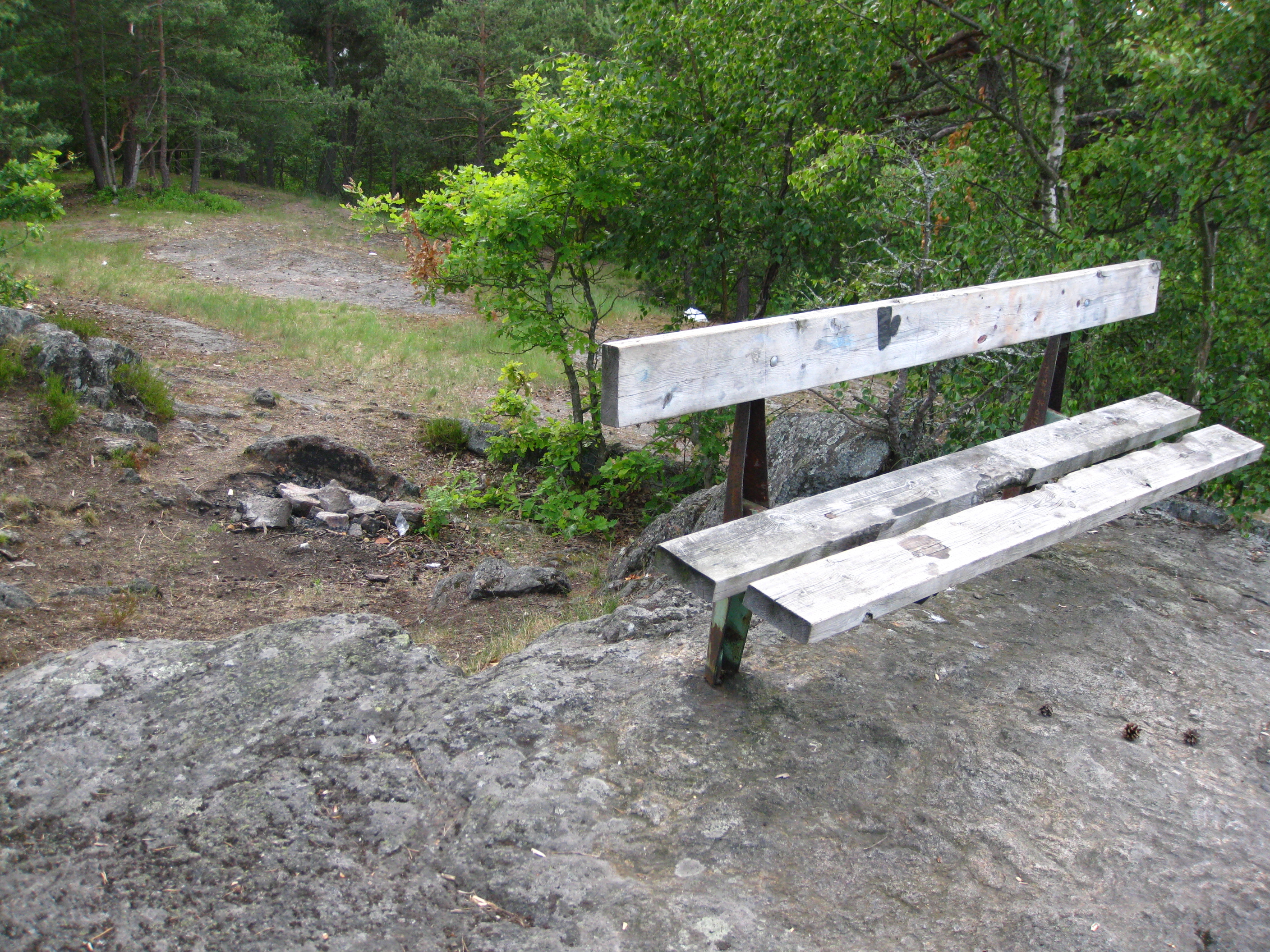
På toppen finns en grillplats och en bänk.
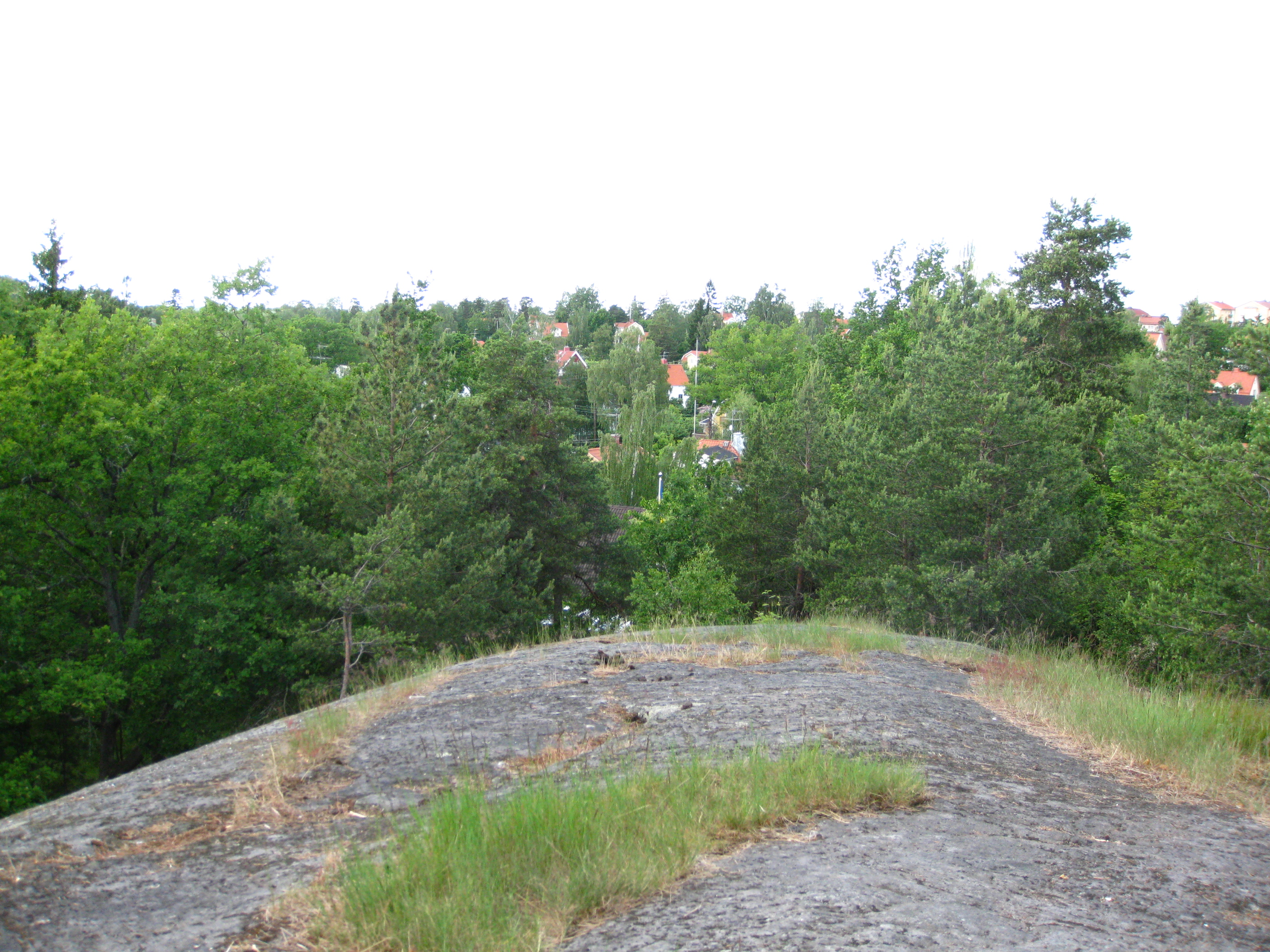
Utsikten norrut mot Hägerstens gård.